# Gabaret
Pour les membres de la famille Gabaret, voir Famille Gabaret.
Le Gabaret (ou Gabareig) est un ruisseau descendant d'Aydius (Vallée d'Aspe) et signifie littéralement « petit gave », un gave étant un ruisseau voire une rivière dans les Pyrénées béarnaises et bigourdanes. Il se jette dans le gave d'Aspe à la hauteur de Bedous. 
En remontant le Gabaret vers Aydius par la route, on peut apercevoir une cascade de mousse (à gauche), celle-ci est quasi inexistante lors de la fonte des neiges.